# Brandon Quintin Adams
Brandon Quintin Adams, né le 22 août 1979 à Topeka au Kansas (États-Unis), est un acteur américain.

## Biographie
Brandon Quintin Adams (né le 22 août 1979) est un acteur américain connu pour son rôle de Jesse Hall dans les deux premiers films Mighty Ducks, le film et Kenny DeNunez dans Le gang des champions.
Brandon est également apparu dans Le prince de bel air ou il joue Martin, ainsi qu'aux côtés de Michael Jackson dans le film Moonwalker où il joue Zeke dans la seconde partie du film et dans le passage ou il parodie Michael enfant sur le clip Bad .Il a été le chef de file du groupe People Under the Stairs. Adams a également fourni la voix de Raijin dans le jeu vidéo Kingdom Hearts II. Brandon Adams est aussi un rappeur, jouant sous le nom de B. Lee. 

## Filmographie
- 1988 : Moonwalker : Zeke 'Baby Bad' Michael
- 1989 : Polly (en) (TV) : Jimmy Bean
- 1990 : Polly: Comin' Home! (TV) : Jimmy Bean
- 1991 : Sunday in Paris (TV) : Brandon Chase
- 1991 : Le Sous-sol de la peur (The People Under the Stairs) : Fool
- 1992 : Les Petits champions (The Mighty Ducks) : Jesse Hall
- 1993 : Le Gang des champions (The Sandlot) : Kenny DeNunez
- 1993 : Le Tueur du futur (en) (Ghost in the Machine) : Frazer
- 1994 : Beyond Desire : Vic Delgado
- 1994 : Les Petits Champions 2 (D2: The Mighty Ducks) : Jesse Hall
- 1997 : ARK, the Adventures of Animal Rescue Kids (série TV) : Barrett McKibble (1997)
- 2001 : MacArthur Park : Terry
- 2012 : Stuck in the Corners : Mike